# Capaciteitskiesrecht
Het capaciteitskiesrecht, capacitair kiesrecht of bekwaamheidskiesrecht is kiesrecht toegekend aan personen in functie van hun intellectuele capaciteiten, bijvoorbeeld hun vermogen om te kunnen lezen en schrijven. Dit kan worden aangetoond door een diploma, door het uitoefenen van een bepaalde functie of door het afleggen van een test.
Dit verschilt van het censuskiesrecht, waar kiesrecht wordt toegekend aan wie financieel vermogend is.

## België
Het capaciteitskiesrecht was van toepassing bij de verkiezingen van 1830 voor het Nationaal Congres, maar werd niet opgenomen in het nieuwe België.
Het werd wel opnieuw ingevoerd door de liberale regering-Frère-Orban II met de wet van 24 augustus 1883 voor de verkiezingen op gemeentelijk en provinciaal niveau.
- Een eerste groep waren de volgende personen:
  - Huidige of oude ministers of ministers van Staat;
  - Huidige of oude leden van de wetgevende kamers, de huidige of oude provincieraadsleden, de huidige gemeenteraadsleden en zij die een mandaat van minstens drie jaar hebben uitgeoefend;
  - De leden van de koninklijke academies van de wetenschappen, letteren, schone kunsten en geneeskunde;
  - Dokters, ingenieurs, onderwijzers, diplomaten, magistraten, professoren, ambtenaren, officiers van het leger, officiers van de burgerwacht, geestelijken, laureaten van bepaalde door de Staat uitgereikte prijzen, ...
- Een tweede groep bestond uit zij die lager onderwijs hebben gevolgd en zij die een examen afleggen. Het examen vond  elk jaar plaats in april en september in elke kantonhoofdplaats.

Het werd op gemeentelijk vlak voor het eerst toegepast bij de verkiezingen van 19 oktober 1884. Dankzij dit nieuwe kiesrecht waren er bijna een kwart meer gemeenteraadskiezers. Enkele verkiezingen later werd het vervangen door het algemeen meervoudig stemrecht in 1893.

## Frankrijk
Het capaciteitskiesrecht werd gehanteerd in de Julimonarchie (1830-1848).